# تاتسويا موري
تاتسويا موري (باليابانية: 森達也؛ بالكانا: もり たつや) هو مخرج ياباني، ولد في 10 مايو 1956.

## وصلات خارجية
- تاتسويا موري على موقع IMDb (الإنجليزية)
- تاتسويا موري على موقع قاعدة بيانات الفيلم (الإنجليزية)